# 프르바 HNL
흐르바트스카 노고메트나 리가(크로아티아어: hrvatska nogometna liga 크로아티아 축구 리그, 약칭 ‘HNL’)은 크로아티아의 최상위 축구 리그이다. 이전에는 프르바 HNL(Prva Hrvatska nogometna liga)로 불리기도 했으나 2022-23 시즌부터 크로아티아 상위 3개의 리그에 대한 개편으로 리그명이 변경되었다. 현재는 후원 계약에 따라 공식적으로 슈퍼스포츠 HNL(SuperSport HNL)로 부르고 있다.
HNL은 유고슬라비아 1부 리그가 소멸함에 따라, 1991년에 크로아티아 축구 연맹이 만든 것이며, 첫 시즌은 1992년 2월에 시작되었다. 이 때부터 리그는 시스템과 참가 클럽의 수에서 많은 변화가 있었다. 현재는 10개 팀이 리그에 참가하고 있다.
각 시즌은 8월 초에 시작하여 중간에 12월과 1월의 휴식기를 포함하여 5월에 끝이 난다. 과거에는, 각 팀들이 여섯 팀씩 두 그룹으로 나뉘어 3월까지 플레이를 계속했다. 두 그룹은 챔피언십 리그와 강등권 리그로 불렸다. 그러나 2012-13시즌부터 10개 팀이 전반기에 두 차례 씩 맞붙고 후반기에 상위/하위 스플릿으로 나뉘어 두차례씩 맞붙는 구조로 리그가 진행된다.
시즌이 끝날 때, 최하위팀은 프르바 NL로 곧바로 강등되고, 두 번째 최하위팀은 2부리그의 2위팀과 강등 플레이오프를 펼쳐 잔류 및 강등을 결정하게 된다. 리그 우승 팀은 UEFA 챔피언스리그 2차 예선에 진출하고, 2~3위팀은 UEFA 유로파컨퍼런스리그 2차 예선에 진출한다.
크로아티아 컵의 우승 팀은 UEFA 유로파컨퍼런스리그 3차 예선에 나가게 된다.

## 참가팀
| 2023-24 슈퍼스포츠 HNL |                |              |          |
| 구단명                 | 순위 (2022-23) | 연고지       | 창단연도 |
| 디나모                 | 1위            | 자그레브     | 1911     |
| 하이두크               | 2위            | 스플리트     | 1911     |
| 오시예크               | 3위            | 오시예크     | 1947     |
| 리예카                 | 4위            | 리예카       | 1946     |
| 이스트라               | 5위            | 풀라         | 1961     |
| 바라주딘               | 6위            | 바라주딘     | 2012     |
| 로코모티바             | 7위            | 자그레브     | 1914     |
| 슬라벤 벨루포          | 8위            | 코프리브니차 | 1907     |
| 고리차                 | 9위            | 벨리카고리차 | 2009     |
| 루데시                 | 1. NL 1위      | 루데시       | 1957     |

## 역대 우승팀
| 시즌    | 우승                | 준우승              | 3위                     |
| ------- | ------------------- | ------------------- | ----------------------- |
| 1992    | 하이두크 스플리트   | NK 자그레브         | 오시예크                |
| 1992-93 | 크로아티아 자그레브 | 하이두크 스플리트   | NK 자그레브             |
| 1993-94 | 하이두크 스플리트   | NK 자그레브         | 크로아티아 자그레브     |
| 1994-95 | 하이두크 스플리트   | 크로아티아 자그레브 | 오시예크                |
| 1995-96 | 크로아티아 자그레브 | 하이두크 스플리트   | 바르텍스                |
| 1996-97 | 크로아티아 자그레브 | 하이두크 스플리트   | 흐르바츠키 드라고볼랴크 |
| 1997-98 | 크로아티아 자그레브 | 하이두크 스플리트   | 오시예크                |
| 1998-99 | 크로아티아 자그레브 | 리예카              | 하이두크 스플리트       |
| 1999-00 | 디나모 자그레브     | 하이두크 스플리트   | 오시예크                |
| 2000-01 | 하이두크 스플리트   | 디나모 자그레브     | 오시예크                |
| 2001-02 | NK 자그레브         | 하이두크 스플리트   | 디나모 자그레브         |
| 2002-03 | 디나모 자그레브     | 하이두크 스플리트   | 바르텍스                |
| 2003-04 | 하이두크 스플리트   | 디나모 자그레브     | 리예카                  |
| 2004-05 | 하이두크 스플리트   | 인테르 자프레시치   | NK 자그레브             |
| 2005-06 | 디나모 자그레브     | 리예카              | 바르텍스                |
| 2006-07 | 디나모 자그레브     | 하이두크 스플리트   | NK 자그레브             |
| 2007-08 | 디나모 자그레브     | 슬라벤 벨루포       | 오시예크                |
| 2008-09 | 디나모 자그레브     | 하이두크 스플리트   | 리예카                  |
| 2009-10 | 디나모 자그레브     | 하이두크 스플리트   | 치발리아                |
| 2010-11 | 디나모 자그레브     | 하이두크 스플리트   | 스플리트                |
| 2011-12 | 디나모 자그레브     | 하이두크 스플리트   | 슬라벤 벨루포           |
| 2012-13 | 디나모 자그레브     | 로코모티바          | 리예카                  |
| 2013-14 | 디나모 자그레브     | 리예카              | 하이두크 스플리트       |
| 2014-15 | 디나모 자그레브     | 리예카              | 하이두크 스플리트       |
| 2015-16 | 디나모 자그레브     | 리예카              | 하이두크 스플리트       |
| 2016-17 | 리예카              | 디나모 자그레브     | 하이두크 스플리트       |
| 2017-18 | 디나모 자그레브     | 리예카              | 하이두크 스플리트       |
| 2018-19 | 디나모 자그레브     | 리예카              | 오시예크                |
| 2019-20 | 디나모 자그레브     | 로코모티바          | 리예카                  |
| 2020-21 | 디나모 자그레브     | 오시예크            | 리예카                  |
| 2021-22 | 디나모 자그레브     | 하이두크 스플리트   | 오시예크                |
| 2022-23 | 디나모 자그레브     | 하이두크 스플리트   | 오시예크                |

크로아티아는 제2차 세계대전 중이었던 1940년부터 1944년까지 유고슬라비아 왕국 시절(1939~41년)과 크로아티아 독립국 시절(1941~45년) 자체 리그를 갖고 있었다. 크로아티아 축구 협회는 당시 크로아티아가 지금의 크로아티아와 다름에도 불구하고 그 당시 리그를 지금의 1.HNL과 연결된 것으로 간주하고 있다.
- 1941년: HNK 하이두크 스플리트
- 1942년: 콘코르디아 자그레브
- 1943년: 그라단스키 자그레브

1944년 시즌은 HAŠK 자그레브와 SAŠK 사라예보의 결승전을 앞두고 전쟁에 인한 소요로 우승 팀을 결정하지 못하고 끝났다.

#### 팀별 우승횟수
| 순위 | 팀명              | 횟수 | 우승년도 |
| ---- | ----------------- | ---- | --- |
| 1    | 디나모 자그레브   | 24*  | 1993, 1996 , 1997, 1998, 1999, 2000, 2003, 2006, 2007, 2008, 2009, 2010, 2011, 2012, 2013, 2014, 2015, 2017, 2018, 2019, 2020, 2021, 2022, 2023 |
| 2    | 하이두크 스플리트 | 6    | 1992, 1994, 1995, 2001, 2004, 2006 |
| 3    | NK 리예카         | 1    | 2016 |
| 4    | NK 자그레브       | 1    | 2002 |

* 크로아티아 자그레브 시절 5회의 우승기록 포함.

## UEFA 랭킹

### 리그
2020년 8월 1일 기준
| 2020 rank | 2019 rank | 변동 | 리그              | 계수   |
| --------- | --------- | ---- | ----------------- | ------ |
| 17        | 14        | 감소 | 수페르리가 엘라다 | 26.300 |
| 18        | 17        | 감소 | 슈퍼리그          | 25.600 |
| 19        | 19        | 보합 | 수페르리가        | 25.500 |
| 20        | 15        | 감소 | 프르바 HNL        | 24.875 |
| 21        | 22        | 증가 | 알스벤스칸        | 22.750 |
| 22        | 23        | 증가 | 엘리테세리엔      | 21.750 |
| 23        | 27        | 증가 | 리갓 하알         | 19.625 |

## 관중수
| 시즌    | 총 관중 수 | 경기수 | 경기당 평균 관중수 |
| ------- | ---------- | ------ | ------------------ |
| 1992    | 376,435    | 132    | 2,896              |
| 1992–93 | 1,006,350  | 240    | 4,264              |
| 1993–94 | 851,600    | 306    | 2,820              |
| 1994–95 | 879,400    | 240    | 3,664              |
| 1995–96 | 940,270    | 364    | 2,612              |
| 1996–97 | 687,950    | 240    | 2,903              |
| 1997–98 | 684,400    | 192    | 3,602              |
| 1998–99 | 745,728    | 192    | 3,884              |
| 1999–00 | 515,790    | 198    | 2,605              |
| 2000–0] | 546,624    | 192    | 2,847              |
| 2001–02 | 573,840    | 240    | 2,391              |
| 2002–03 | 635,520    | 192    | 3,310              |
| 2003–04 | 570,816    | 192    | 2,973              |
| 2004–05 | 541,440    | 192    | 2,820              |
| 2005–06 | 633,792    | 192    | 3,301              |
| 2006–07 | 622,908    | 198    | 3,146              |
| 2007–08 | 616,572    | 198    | 3,114              |
| 2008–09 | 617,050    | 198    | 3,116              |
| 2009–10 | 500,002    | 240    | 2,083              |
| 2010–11 | 458,746    | 240    | 1,911              |
| 2011–12 | 482,002    | 240    | 2,087              |
| 2012–13 | 497,188    | 198    | 2,511              |
| 2013–14 | 573,070    | 180    | 3,202              |
| 2014–15 | 489,159    | 180    | 2,733              |
| 2015–16 | 442,952    | 180    | 2,461              |
| 2016–17 | 492,041    | 180    | 2,734              |
| 2017–18 | 530,638    | 180    | 2,948              |
| 2018–19 | 478,760    | 180    | 2,660              |
| 2019–20 | 510,674    | 180    | 2,837              |
| 2020–21 | 26,509     | 180    | 147                |
| 2021–22 | 502,012    | 180    | 2,789              |
| 2022–23 | 735,219    | 180    | 4,085              |